# 兵庫県立姫路特別支援学校
兵庫県立姫路特別支援学校（ひょうごけんりつひめじとくべつしえんがっこう）は、兵庫県姫路市四郷町東阿保にある県立特別支援学校。知的障害がある児童・生徒を対象とする。通称は「ひめとく」。

## 歴史
「学校概要」による。
- 1974年（昭和49年）11月1日 - 開設準備室が設置される。
- 1975年（昭和50年）4月1日 - 姫路市中地後453番地に兵庫県立姫路養護学校開校。
- 1976年（昭和51年）8月18日 - 中地のプレハブ仮設校舎より現在地の新校舎に移転。
- 1979年（昭和54年）4月1日 - 高等部設置。高砂児童園分教室、加古川分教室、青野ヶ原訪問学級設置。訪問教育開始。
- 1980年（昭和55年）4月1日 - 高砂児童園分教室、加古川分教室、青野ヶ原訪問学級を兵庫県立いなみ野養護学校（現・兵庫県立いなみ野特別支援学校）へ移管。
- 2007年（平成19年）4月1日 - 校名を兵庫県立姫路特別支援学校に変更。
- 2011年（平成23年）4月1日 - 兵庫県立姫路別所高等学校に姫路特別支援学校分教室が設置される。
- 2014年（平成26年）4月1日 - 兵庫県立姫路しらさぎ特別支援学校の開校に伴い、通学区域を再編。
- 2017年（平成29年）5月1日 - 姫路聖マリア病院（社会医療法人財団聖フランシスコ会）重度障害総合支援センター「ルルド」館内に訪問学級「姫路ルルド訪問学級」を開級

## 設置学部
- 小学部
- 中学部
- 高等部
- 分教室（高等部）
- 訪問教育部（小・中・高）

## 通学区域
- 姫路市（兵庫県立姫路しらさぎ特別支援学校校区を除く）
- 神河町
- 市川町
- 福崎町

※「分教室」は、本校及び兵庫県立姫路しらさぎ特別支援学校校区

## 服装
小学部を除き、制服が用意される。また、体操服も全学部とも指定のものが存在する。